# Periodismo de Barrio
 Periodismo de Barrio (spanisch für: Journalismus aus dem Stadtviertel) ist ein unabhängiges kubanisches Non-Profit-Onlinemagazin. Es wurde 2015 von der Journalistik-Dozentin Elaine Díaz gegründet.

## Geschichte
Nach verheerenden Überschwemmungen in Havanna im April 2015 kam Elaine Díaz die Idee, in einem Blog über die Folgen und die Opfer zu berichten, die in den offiziellen Medien nicht vorkamen. Ziel war es, Aufmerksamkeit im Ausland für die lokale Situation zu schaffen. Aus diesem Einzelereignis entwickelte sie ein Gesamtkonzept für eine lokale Berichterstattung vor allem für strukturschwache Gemeinden.
2019 wurde die Mitbegründerin Mónica Baró für eine Reportage über Bleivergiftung in einem Viertel von Havanna mit dem Premio Gabo  der kolumbianischen Fundación Gabo ausgezeichnet, welches ihr Probleme mit dem kubanischen Regime einbrachte. Auch die Herausgeberin Elaine DDíaz selbst berichtet von entsprechenden Problemen.

## Rezeption
Der Lateinamerikaspezialist Knut Henkel zählte in der taz das Onlinemagazin zu den gut gemachten journalistischen Portalen.